# Lago Nero
El lago Nero (del ruso: озеро Неро) es un lago eutrófico poco profundo del óblast de Yaroslavl, en Rusia.

## Geografía

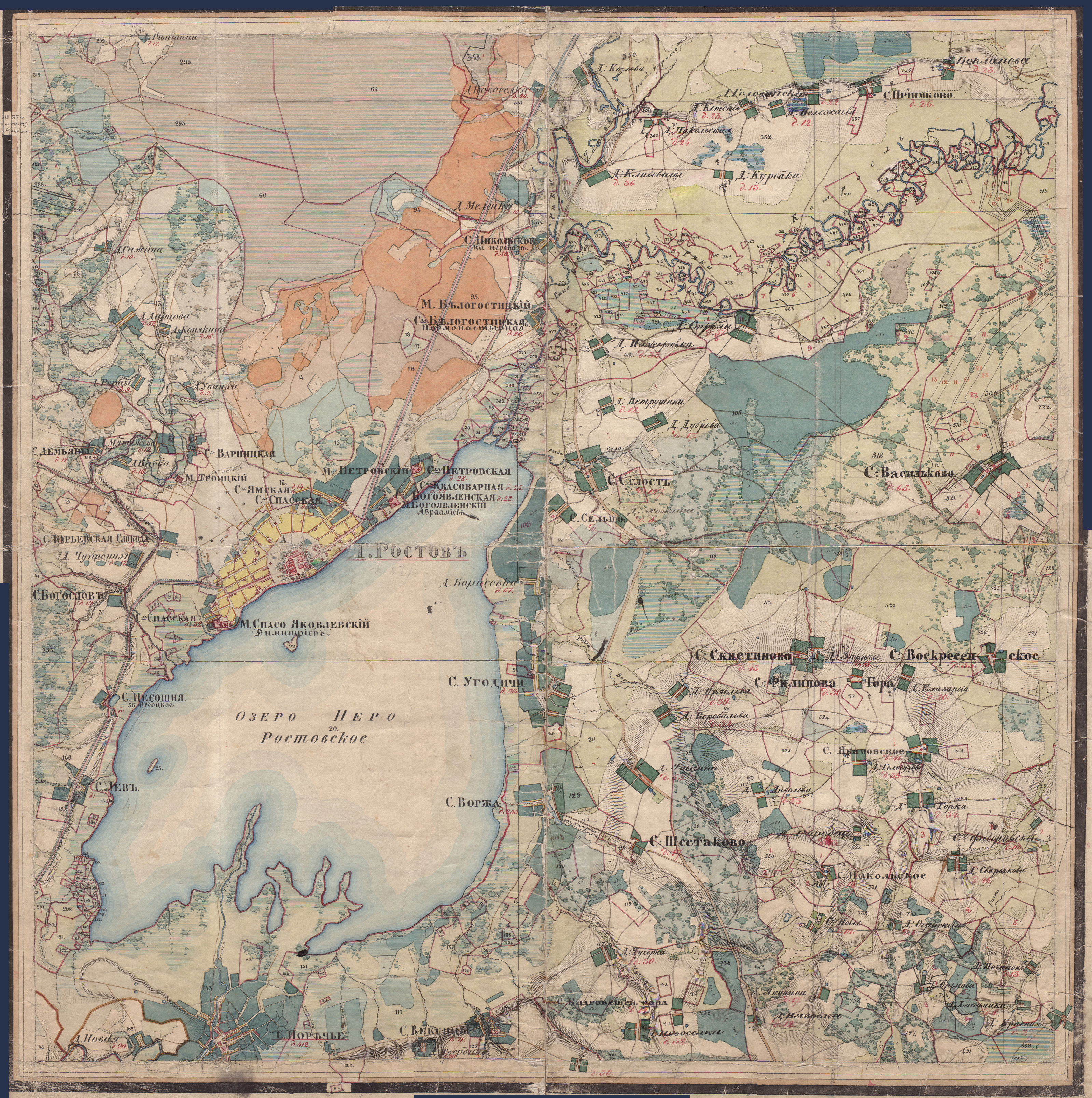
Mapa del lago de entre 1855 y 1857

Tiene una superficie de 54.4 km², una longitud máxima de 13 km, una anchura de 8 km y una profundidad máxima de 3.6 m. El fondo del lago está recubierto de un lecho espeso de limo.
La edad del lago está estimada en alrededor de quinientos mil años, lo que lo convierte en uno de los raros lagos preglaciales del centro de Rusia.
Los primeros hombres se instalaron a orillas del lago hace seis mil años. Históricamente, se conoce que la tribu meria tenía su capital en Sarskoye Gorodishche, en la orilla sur del lago. Nombraron al lago Nero, que significaría "limoso", o Kaovo ("lugar donde moran las gaviotas").
En el siglo IX, los eslavos del este se instalaron alrededor del lago, al que llamaban lago Rostoviano, por la ciudad de Rostov.
Existen dos islas en el lago: Levski (en ruso: Левский, que significa "isla arbolada") y Rozhdestvenski (en ruso: Рождественский, que significa "Isla de Navidad"). Esta última es conocida también como Gorodskoi (en ruso: Городской, que significa "Isla de la ciudad) y forma un monolito preglacial.

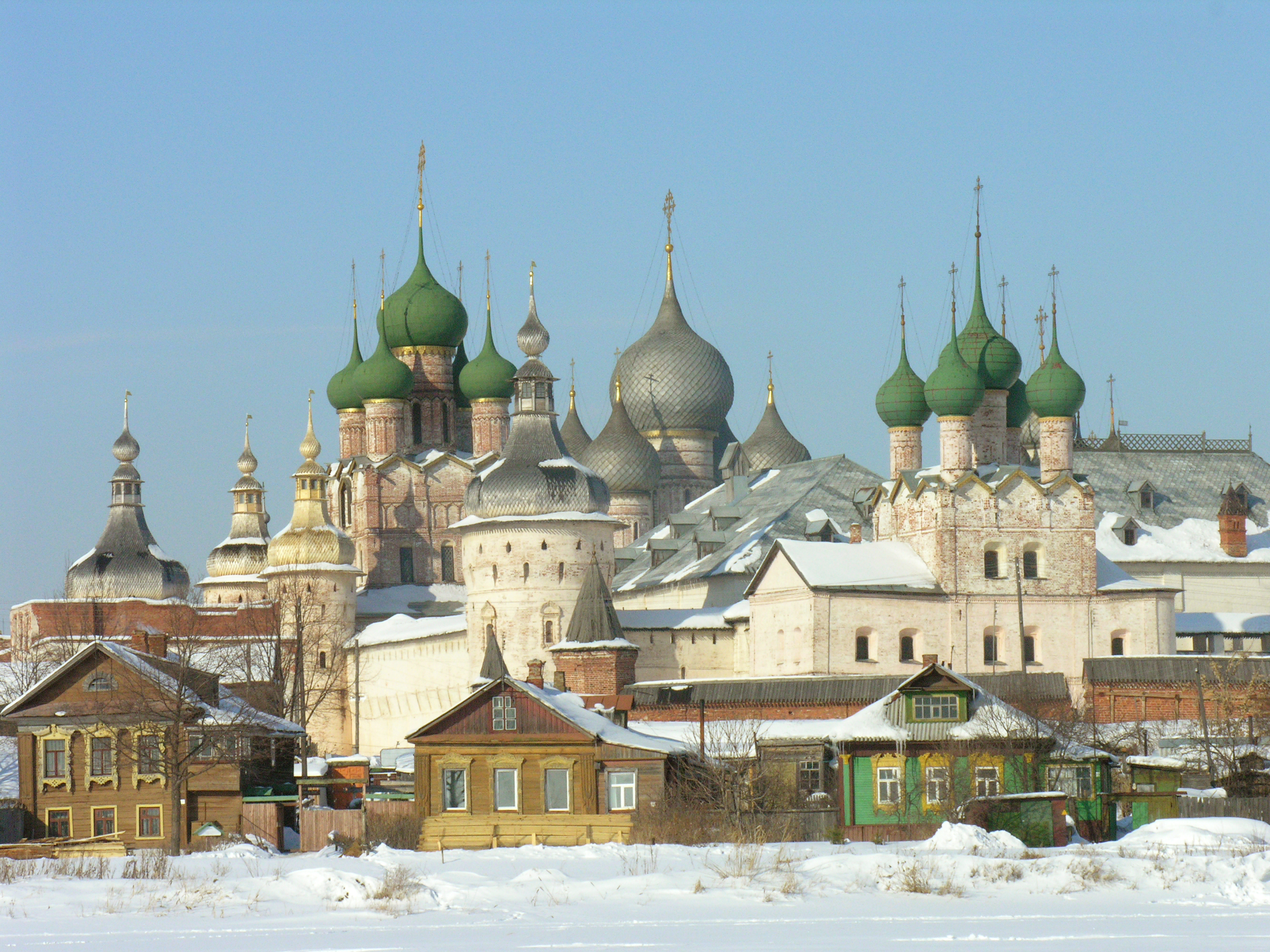
Vista de Rostov desde el lago.

Desembocan en el lago ocho cursos de agua:
- el Sara (Сара)
- el Ishnia (Ишня)
- el Kuchibosh (Кучибош)
- el Mazija (Мазиха)
- el Varus (Варус)
- el Chucherka (Чучерка)
- el Unitsa (Уница)
- el Sula (Сула)

El río por el que sale el agua del lago se llama Vioksa (Векса), de 7 km de longitud, tras los cuales confluye con el río Ustie, para formar el Kótorosl.
Cerca del lago Nero se encuentra la ciudad de Rostov, en la orilla oeste, y los pueblos de Porechie-Rybnoye (Поречье-Рыбное), Ugodichi (Угодичи), Vorzha (Воржа), Lvy (Львы), etc.
El primer barco de vapor que navegó sobre las aguas del lago fue el Emelian (Емельян), en 1883.